# Cyrtopogon alleni
Cyrtopogon alleni là một loài ruồi trong họ Asilidae. Cyrtopogon alleni được Back miêu tả năm 1909. Loài này phân bố ở vùng Tân Bắc giới.